# (15013) 1998 QH93
A (15013) 1998 QH93 a Naprendszer kisbolygóövében található aszteroida. A LINEAR projekt keretében fedezték fel 1998. augusztus 28-án.